# Усадьба Делессаля — Любощинской
Городская усадьба Делессаля — Любощинской — историческое здание в Москве. Построено в начале XIX века. Объект культурного наследия федерального значения. Расположен на Зубовском бульваре, дом 15, строение 2 (во дворе).

## История
Точная дата постройки усадебного дома неизвестна. Первым известным владельцем усадьбы был учитель Д. Ф. Дельсаль (Делессаль), открывший в 1804 году в Хамовниках первый в Москве частный пансион (скорее всего, в этой усадьбе, но неизвестно, в этом же доме или нет). По состоянию на 1816 год, центральный объём дома уже существовал. К 1830 году пристроен портик и пристройка с правой стороны, окончательно облик, близкий к современному, сформирован к 1839 году. 
В 1852 году дом, согласно плану Хотева, числится за Соймоновой Софьей Владимировной, дочерью тайного советника Владимира Юрьевича Соймонова, которому, по адресному справочнику за 1854, принадлежал дом. 
К бульвару выходили два флигеля, снесённые в начале XX века, когда по красной линии бульвара новым владельцем, М. М. Любощинским, был возведён доходный дом (завершён в 1911 году, архитектор Г. Ф. Ярцев). Этот дом отгородил главный дом усадьбы от проезжей части. По воспоминаниям внучки Любощинского, это было сделано после восстания 1905 года, когда на бульваре шли бои.

## Архитектура
Здание выстроено из дерева, портик каменный. Оно возведено в стиле ампир. В центре композиции здания — величественный портик тосканского ордера, по краям его оттеняют пониженные боковые крылья, имеющие отступ назад. За портиком — высокие арочные окна с архивольтами. Дворовый фасад более простой, растянутый. На нём по центру фасада существовал металлический балкон, но был снят при последней реставрации как более поздний.
Необычна внутренняя планировка. Анфилада, характерная для ампирных зданий, расположена вдоль заднего фасада, а вдоль основного находятся высокие комнаты, возможно, служившие классами в училище Дельсаля. В анфиладу входят три невысоких гостиных под антресолями, их соединяют открытые проёмы с колонками и пилястрами ионического ордера. Особо выделяются тонкостью рисунка капители и лепные фризы. На антресоли из внутреннего коридора ведёт деревянная лестница, балясины перил которой восстановлены при реставрации.